# Olivier Giraud (humoriste)
Pour les articles homonymes, voir Olivier Giraud et Giraud.
Olivier Giraud, né le 26 décembre 1977 à Bordeaux, est un humoriste, metteur en scène, auteur et producteur français. Il détient la double nationalité franco-espagnole, obtenue dans le cadre de la loi de la "mémoire démocratique", héritée de son grand-père maternel, qui avait été contraint à l'exil à la suite de la guerre civile espagnole sous le régime dictatorial de Francisco Franco.

## Biographie
Olivier Giraud est diplômé de l'école hôtelière Ferrandi à Paris. 
En 2001, il quitte Paris pour s'installer aux États-Unis où il débute comme serveur avant d'obtenir un visa de 6 ans. Il gravit progressivement les échelons dans l’hôtellerie de luxe et devient maître d’hôtel au sein de l’établissement cinq étoiles  The Breakers, Palm Beach en Floride. Souhaitant réaliser son rêve d’enfance, il met un terme à son parcours aux États-Unis après quelques années et rentre à Paris pour entamer une carrière sur scène.   
Il fait le choix audacieux d'écrire un one man show 100% en anglais How to become a parisian in one hour ?.  Cette comédie centrée sur les différences culturelles  entre locaux et internationaux, a pour ambition de rassembler une audience multiculturelle. 
A son retour en France, il rencontre sa future associée, qui deviendra également sa compagne.  Elle l'aidera à ses débuts en assurant des fonctions clés telles que la billetterie, le contrôle et la régie des spectacles. Leur collaboration se concrétise avec la création de la SARL French Arrogance Prod, une société de production spécialisée dans l’organisation de spectacles. Ensemble, ils développent et produisent des événements sur Paris et à l'international. 

### Carrière d'humoriste
En 2008, Olivier Giraud teste son spectacle devant un public américain à San Francisco. De retour à Paris, il sollicite les directeurs de théâtre parisiens mais devant de nombreux refus, il décide de créer sa propre structure afin de pouvoir produire le spectacle. La première représentation de   'How to become a parisian in one hour? a lieu à Paris le 10 mai 2009 devant 220 spectateurs.  
La première affichant complet, il programme une seconde date le 13 mai 2009 qui se jouera également à guichet fermés. Le théâtre lui offre une place en juillet 2019, dans sa programmation estivale à raison de 2 représentations par semaine. Il s'y produira à l'année jusqu'en juin 2012 à raison de 4 représentations par semaine.  
Dès le début, son spectacle est un succès auprès de son public. Le bouche à oreille fonctionne très vite, en France puis à l'international. Le New York Times lui consacre un article en 2009 intitulé Learning to be French through comedy!.
Depuis le 4 juillet 2012, il est à l'affiche, à l'année sans interruption, du Théâtre des Nouveautés - 600 places.  
Le 20 mai 2016, il joue son spectacle How to become a parisian in one hour?  sur la scène de l'Olympia. Il y célèbre les 7 ans d'existence du show, le demi million de spectateurs et les 1200 représentations.
Le 28 novembre 2018, la French Arrogance prod devient également maison d’édition pour publier à 10 000 exemplaires le livre humoristique d’Olivier Giraud, édité en version française ainsi qu' en version anglaise. La priorité d'Olivier Giraud est de proposer un guide 100% made in France. Ainsi, les livres sont édités en Bretagne dans le Finistère sud, tandis que l'illustratrice choisie, Solène Debiès, est originaire de Brest.  
Depuis septembre 2023, Olivier Giraud développe une série de vidéos humoristiques diffusées sur les réseaux sociaux, dans lesquelles il met en scène avec autodérision les comportements typiquement parisiens. Tournés dans des lieux emblématiques de la capitale mais également lors de ses voyages, ses sketches abordent sur un ton léger, les particularités de la vie quotidienne à Paris et de ses habitants. Ces vidéos rencontrent un large succès en ligne, cumulant plus de 300 millions de vues.

#### Carrière internationale
Le spectacle a été joué en Belgique, au Luxembourg, en Pologne, au Portugal et en Espagne.
En mars 2013, Olivier Giraud présente son spectacle au Leicester square Théâtre à Londres. Il y jouera ponctuellement jusqu'en mai 2015 soit 15 représentations. 
En juin 2014, Olivier Giraud est invité à la Garden Party organisée à la résidence de l'ambassadeur de Grande-Bretagne à Paris pour célébrer l'anniversaire de sa majesté la reine Élisabeth II. Lors de cet événement, il est sélectionné par les membres de l'ambassade pour être présenté à Sa Majesté la Reine, en reconnaissance de sa "contribution à l'entente franco-britannique". 
En mars 2017, Olivier Giraud est invité par le duc et la duchesse de Cambridge à l'ambassade de Grande Bretagne, à Paris. Au cours du cocktail rassemblant 100 des entrepreneurs français les plus prometteurs, il s'entretient avec Kate Middleton, duchesse de Cambridge, au sujet du succès de son one-man show en anglais[réf. nécessaire]. 

## DVD
Un DVD a été enregistré le 22 mai 2013 au théâtre des Nouveautés.

## Livre
Le 28 novembre 2018, il publie son premier livre à 10 000 exemplaires "Le guide (très) pratique du parfait Parisien" disponible en 2 langues (français, anglais) et illustré par Solène Debiès. Le livre est réédité à 5000 exemplaires en novembre 2019.

## Médias
- 2009 : « Learning to be French through Comedy! », New York Times
- 2011 : « Rarissime : Un « frenchy » dans le New York Times ! », Libération
- 2014 : "Il rhabille les parisiens", Le Parisien
- 2016 : "Olivier Giraud, guide sans pareil", Nathalie Simon, Le Figaro
- 2017 : « Best of Paris 2017 gagnant! », Expatriates Magazine
- 2019 : " Arrogants, les Parisiens? ", Le Parisien